# RG-34
Le RG-34 (anciennement appelé Iguana FV4) est un véhicule sud-africain résistant aux mines et aux embuscades (MRAP). Spécialement conçu pour résister aux mines, il a été produit en plusieurs variantes, équipé pour le transport de troupes ou de marchandises, véhicule de commandement et d'appui-feu,. Présenté à l'origine avec une large tourelle et un canon rayé de 90 mm, le RG-34 était l'un des premiers MRAP configuré pour transporter un canon de gros calibre.

## Développement
Le développement de l'Iguana a été initié sous contrat par Industrial & Automotive South Africa (IADSA) pour une entreprise belge, Sabiex; le premier prototype étant achevé début 2002. En juin 2009, BAE Land Systems avait obtenu les droits nécessaires pour développer et fabriquer le véhicule. Le RG-34 a été initialement présenté avec un système d'armes puissant pour un MRAP, sous la forme d'une tourelle surdimensionnée équipée d'un canon de 90 mm. Elle a depuis été remplacée par une tourelle tactique à distance (TRT) plus ergonomique dotée d'un canon automatique M242 de 25 mm et d'un fusil mitrailleur coaxial de 7,62 mm. 

### Conception
Les performances tout-terrain du RG-34 sont attribuées à sa suspension unique, une structure hydropneumatique multibras montée sur un châssis très rigide. Cela permet des performances optimales sur les surfaces routières, un rayon de braquage supérieur et un dégagement sur les terrains accidentés. Lorsqu'ils sont déployés dans un rôle de reconnaissance, les réservoirs de carburant longue portée confèrent au véhicule une autonomie de fonctionnement étendue. 
La coque du RG-34 est en acier soudé. Malgré les restrictions de poids imposées aux plates-formes à roues, la protection blindée intégrale est raisonnable contre les munitions perforantes de 7,62 mm à 30 m, les fragments d'artillerie et les mines antichars. 

## Variantes
- Modèle TRT-25 mm - Modèle de production actuel armé d'un canon automatique M242 Bushmaster à double alimentation et d'une mitrailleuse de 7,62 mm montée à droite de l'armement principal. La tourelle est équipée d'un système de contrôle de tir laser avancé, d'une caméra CCD couleur, ainsi que d'une caméra thermique nocturne permettant d'identifier des cibles jusqu'à 7 600 m. La capacité totale en munitions est de 260 cartouches de 25 mm et de 1 000 cartouches de mitrailleuse.
- Modèle de canon de 90 mm - Variante d'appui-feu et antichar. Le canon de 90 mm est adapté du Eland Mk7 et peut tirer une charge HEAT avec une vitesse initiale de 760 km/h, l'obus complet pèse 7 kg, avec une portée effective de 1 500 m. De plus, un obus HE est disponible, qui pèse 8,66 kg complet, a une vitesse initiale de 650 m/s et une portée maximale de 1 500 m. La tourelle possède deux trappes circulaires qui s'ouvrent vers l'arrière, huit périscopes et une coupole de commandant.

## Opérateurs

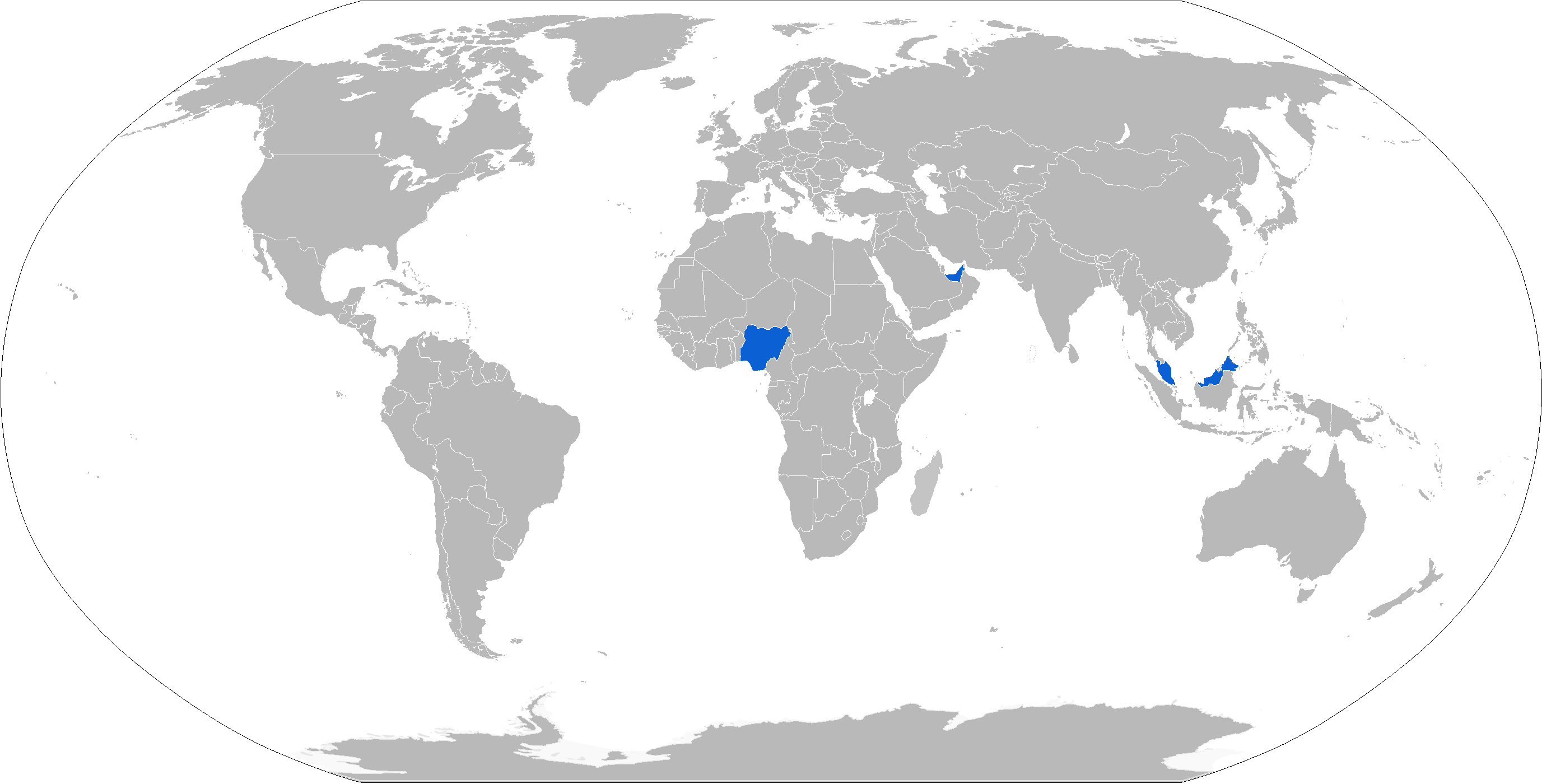
Carte avec les opérateurs RG-34 en bleu

### Opérateurs actuels
- Nigeria: Fabriqué pour les forces armées nigérianes sous le nom de Proforce Pf1[6]. Peut-être mis de côté au profit des Igirigi (en)[7].
- Émirats arabes unis : Production sous licence[8].
- Malaisie : Produit sous licence sous le nom de Deftech AV4[9]. Deux ont été commandés par la police royale malaisienne[9]. Jusqu'à 200 exemplaires devaient être produits sous licence, même si l'on ne sait pas encore si cela a abouti[3].